# Torneo de Linz 2013
El Generali Ladies Linz 2013 es un torneo de tenis que se juega en canchas duras bajo techo. Es la 27ª edición de la Generali Ladies Linz, y es parte de los torneos internacionales de la WTA Tour de 2013. Se llevará a cabo en Linz, Austria, del 7 de octubre el 13 de octubre de 2013.

## Cabezas de serie

### Individual Femenino
| Tenista              | Ranking | Preclasificada |
| Angelique Kerber     | 9       | 1              |
| Sloane Stephens      | 13      | 2              |
| Ana Ivanovic         | 14      | 3              |
| Carla Suárez Navarro | 15      | 4              |
| Kirsten Flipkens     | 19      | 5              |
| Sorana Cîrstea       | 21      | 6              |
| Dominika Cibulková   | 23      | 7              |
| Daniela Hantuchová   | 31      | 8              |

- Los cabezas de serie están basados en el ranking WTA del 30 de septiembre de 2013.

### Dobles femeninos
| Tenista                            | Ranking | Preclasificada |
| Gabriela Dabrowski Alicja Rosolska | 119     | 1              |
| Julia Görges Andrea Petkovic       | 124     | 2              |
| Janette Husárová Renata Voráčová   | 134     | 3              |
| Mona Barthel Irina-Camelia Begu    | 142     | 4              |

- Los cabezas de serie están basados en el ranking WTA del 30 de septiembre de 2013.

## Campeonas

### Individual femenino
Angelique Kerber  venció a  Ana Ivanovic por 6-4, 7-6(6)

### Dobles femenino
Karolína Plíšková /  Kristýna Plíšková vencieron a  Gabriela Dabrowski /  Alicja Rosolska por 7-6(6), 6-4